# 内田新哉
内田 新哉（うちだ しんや、1960年 - ）は日本のイラストレーター。
熊本県出身。愛知教育大学美術科卒業。1988年、「詩とメルヘン」にてイラストレーターデビュー。水彩を用いた叙情的な風景画を得意とし、詩集の装画に起用されることが多い。麦わら帽子と自転車を好んで絵のモチーフとする。旅好きで、取材のために世界各国を回っている。個展形式の販売を行うことが多いため、アーティストプルーフが市場に多くでまわり、一般的には画廊、古美術としての流通価値は厳しい傾向にある。

## 著作

### 画集
- IMAGINE（サンリオ、1990年）
- グッドラック（サンリオ、1991年）
- サウスウインド（サンリオ、1992年）
- きまぐれ南回帰線（河出書房新社、1993年）
- カントリー・ロード（サンリオ、1997年）
- 野にいます（サンリオ、1998年）
- USA・淡いみどりの記憶（サンリオ、1999年）
- 澄んだ瞳のおくに（河出書房新社、2000年）
- 雲と羊飼い（サンリオ、2001年）
- 小さな幸せ―アヴォンリーの丘から（サンリオ、2002年）
- 絵本の村から―カリジェとハイジの旅（愛育社、2003年）
- イタリアの風（河出書房新社、2005年）
- 風のパレット―1996‐2006 Edition Works Out Of Watercolor（愛育社、2007年）

### 装画
- 詩画集 道の途中で（詩：青木景子、サンリオ、1989年）
- ジャズメンとの約束（中山康樹著、河出書房新社、2002年）
- イギリス式お金をかけず楽しく生きる！（井形慶子著、講談社、2002年）
- サマータイム（佐藤多佳子著、新潮社、2003年）
- ショートカット 平岡あみ詩集（サンリオ、2003年）
- それから光がきた 新川和江詩集（水内喜久雄編、理論社、2004年）
- おなじ星を見ていた―ギアリンクスの架ける虹（詩：黒木正人、岐阜新聞社、2005年）
- Happyをさがして（岡村孝子著、産経新聞出版、2005年）
- あした 高丸もと子詩集（理論社、2006年）
- 一編の詩がぼくにくれたやさしい時間（水内喜久雄著、PHP研究所）
- 中高生とよみたい 日本語を楽しむ100の詩（水内喜久雄編著、たんぽぽ出版）